# 日高川 (テレビドラマ)
『日高川』（ひだかがわ）は、1967年9月18日から11月10日まで、TBS系全国ネットの昼ドラ枠『テレビ映画』で放送されていたテレビドラマである。

## 放送データ
- 放送期間：1967年9月18日～11月10日
- 放送時間：毎週月曜 - 金曜 13:15 - 13:45
- 放送回数：40回
- 放送形態：モノクロフィルム作品

## 概要
様々な困難を克服し力強く生きぬいた女性の半生を描いた有吉佐和子の同名小説をドラマ化。和歌山県龍神温泉の旅館・大黒屋を舞台に、女中の身から、やがて大黒屋に嫁ぎ様々な困難を乗り越え戦争、敗戦、復興という激動の時代を生き抜いた主人公・知世子の激しい生き様を描いていく。

## ストーリー
龍神温泉の旅館・大黒屋で生まれた知世子は、幼い頃両親を失い、大黒屋女主人・深雪に育てられる。昭和20年春、知世子は大黒屋を訪れた三郎に激しい恋をするが、つかの間の幸せは三郎の出征によって悲しくも断ち切られた。終戦を迎え長い月日が流れたが、三郎からは何の便りもなかった。知世子は三郎との愛を諦め、深雪の勧めに従って多聞と結婚し、大黒屋の女主人になるが…。

## キャスト
- 知世子：小林千登勢
- 滝津三郎：津川雅彦
- あい駒：高倉みゆき
- 多聞：塚本信夫
- 春子：小林令子
- 深雪：望月優子
- 大沼秦之助：太宰久雄

　** ほか
- ナレーター：高橋博

## スタッフ
- 原作：有吉佐和子「日高川」
- 監督：八木美津雄、的井邦雄
- 脚本：津田幸夫
- 音楽：木下忠司
- プロデューサー：大塚貞夫、桑田良太郎、板橋貞夫
- 協力：和歌山県龍神温泉
- 制作：TBS、歌舞伎座テレビ室